# Dane DiLiegro
Dane Robert DiLiegro, född 6 augusti 1988 i Lexington i Massachusetts, är en amerikansk skådespelare och före detta basketspelare. Han spelade professionell basket i totalt åtta säsonger, för lag i både Italien och Israel. Han har i sin relativt nyfunna karriär som skådespelare medverkat i produktioner som American Horror Stories, Guardians of the Galaxy Vol. 3 och Sweet Home, samt spelat en av huvudrollerna i Hulufilmen Prey, där han innehar rollen som Predator. Prey innehar rekordet för största film- eller TV-seriepremiär i Hulus historia.

## Filmografi (i urval)

### Filmer
| År   | Titel                          | Roll                  | Regissör         | Noter |
| ---- | ------------------------------ | --------------------- | ---------------- | ----- |
| 2022 | Prey                           | Predator              | Dan Trachtenberg |       |
| 2023 | Guardians of the Galaxy Vol. 3 | Motbjudande bläckfisk | James Gunn       |       |
| 2024 | Imaginary                      | Chauncey Bear         | Jeff Wadlow      |       |

### TV-serier
| År   | Titel                   | Roll                    | Regissör/Showrunner    | Noter                                  |
| ---- | ----------------------- | ----------------------- | ---------------------- | -------------------------------------- |
| 2020 | Sweet Home              | Protein                 | Lee Eung-bok           |                                        |
| 2020 | The Walking Dead        | Hero Walker             | Greg Nicotero          | Avsnittet "A Certain Doom"             |
| 2021 | Side Hustle             | Zeke                    | Leonard R. Gardner Jr. | Avsnittet "Jag-Jitsu"                  |
| 2021 | American Horror Stories | Ba'al / Skrämselpatrull | Sanaa Hamri            | Avsnitten "Ba'al" och "Rubber (Wo)man" |
| 2023 | That Girl Lay Lay       | Kevin                   | Wendy Faraone          | Avsnittet "The Packer Packer Bowl"     |
| 2024 | Skeleton Crew           | TBA                     | David Lowery           | Postproduktion                         |
| 2025 | Running Point           | Badrag Knauss           | Mindy Kaling           | Återkommande roll, kommande serie      |